# Barbara von Tisenhusen
Barbara von Tisenhusen (ETW 112) je opera o třech dějstvích a devíti obrazech estonského skladatele žijícího ve Švédsku Eduarda Tubina na libreto básníka Jaana Krosse podle stejnojmenné povídky finsko-estonské spisovatelky Aino Kallasové z roku 1923. Premiéru měla 4. prosince 1969 v divadle Estonia v Tallinnu.

## Vznik a charakteristika
Estonský skladatel Eduard Tubin se pokoušel o hudebně dramatické práce ve svém raném období, na konci 30. a počátku 40. let 20. století. Tehdy vznikla první verze jeho baletu Kratt a započal práci na operách Posvátné jezero (Puhajarv) a Vlkodlak (Libahunt), jež nedokončil. Roku 1944 uprchl před postupem Rudé armády do Švédska, kde nadále žil. Teprve od roku 1965 se jeho díla začala opět hrát v Estonsku a byl to úspěch inscenace jeho baletu Kratt v tallinnském divadle opery a baletu roku 1966, který mu přinesl zakázku na celovečerní operu pro toto divadlo. Návrh mu předložil a námět navrhl režisér divadla Estonia Arne Mikk. Ten rovněž navrhl básníka Jaana Krosse jako libretistu.

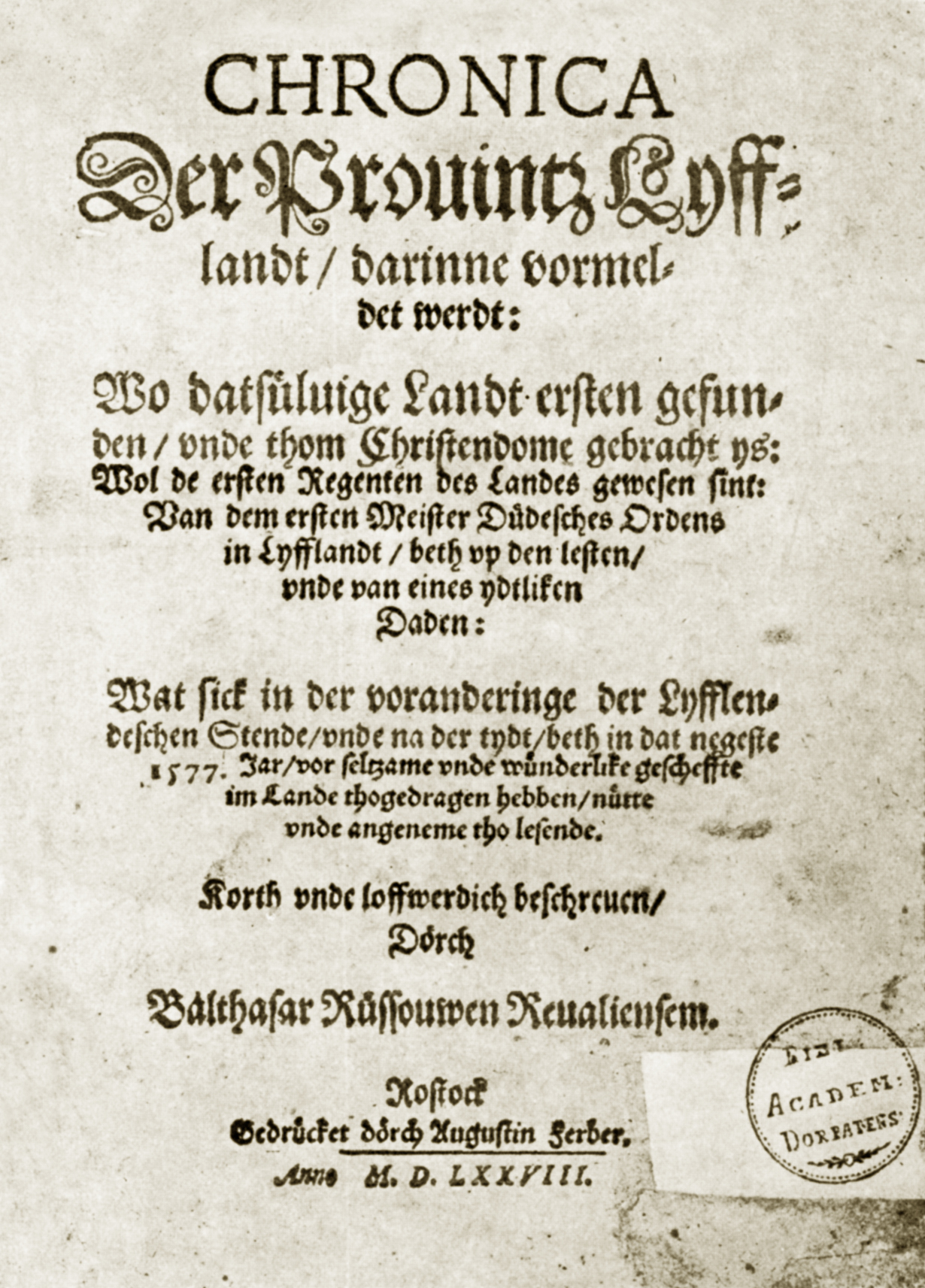
Kronika Balthasara Rüssowa z roku 1578, poprvé zachycující příběh Barbary von Tisenhusen

Příběh Barbary von Tisenhusen, šlechtičny obžalované rodinným soudem z nelegálního svazku s písařem, kterou její bratři za trest utopili v zaledněném jezeře, zachycuje poprvé kronika Balthasara Rüssowa z roku 1578. Později se stal předmětem řady literárních děl, například jedné z nejslavnějších balad básnířky Marie Underové. Podkladem libreta k Tubinově opeře se stala povídka Aino Kallasové, která vyšla poprvé ve finštině roku 1923. O rok později ji do estonštiny přeložil spisovatel Friedebert Tuglas.
Skladatel pracoval na opeře rychle – jak psal, „měl jsem, pocit, že musím napsat celou operu rychle a přímo, jinak bych ztratil nit“. 26. ledna 1968 dokončil klavírní výtah a 1. června orchestraci.
K hudebnímu materiálu opery Tubin napsal: „Celá opera je ve skutečnosti založena na jediném tématu. Na začátku zní passacaglia z devíti tónů v základní formě, pak pozpátku, pak v zrcadlově převrácené formě, pak pozpátku v zrcadlovém převratu atd. Celá hudba je založena na tomto základním tématu. Nejprve jsem to udělal prostě proto, že jsem chtěl, abych zjistil, co se dá udělat s jediným tématem, ale potom jsem také zjistil, že povídka Aino Kallasové má ustavičný pohyb – od svatby až k díře v ledě. Tento pohyb je umně udržován celou dobu, a proto jsem se i já snažil dát hudbě podobnou strukturu. Zbývala jen otázka, jak téma proměňovat, aby dodalo charakter každé situaci.“ Způsob, jakým tuto otázku vyřešil, nazývá Jacques Tricot „velkolepým“. Podle něj hudba opery „popisuje divokost, zuřivost, pýchu, krutou aroganci této kasty německého zemanstva, která tehdy vládla Estonsku.“ Podobně se vyjadřuje Harri Kiisk, který poukazuje mimo jiné na čtvrtý obraz s medvědím zápasem, „jakési kruté scherzo této opery“. Kontrastem k tomu jsou vášnivé i jemně lyrické scény milenců nebo ozvuky lidové hudby, například píseň děvčat ve 2. obraze nebo imitace dud na počátku 3. obrazu. Tubin byl především symfonickým skladatelem, jak o tom svědčí introdukce 3. dějství – hon na uprchlé milence, s jediným vystoupením sboru v celé opeře (za scénou nebo v orchestřišti, v nezvyklém pětipůlovém metru). Přitom však jsou postavy opery výborně charakterizovány.
Premiéra opery se za přítomnosti skladatele konala 4. prosince 1969. Režii měl Udo Väljaots a dirigoval Kirill Raudsepp. Měla velký úspěch a Barbara von Tisenhusen dosáhla v následujících letech 57 repríz. Další inscenace následovala roku 1990; z ní byla pořízena nahrávka vydaná na CD. Roku 2004 připravil režisér Ago-Endrik Kerge novou inscenaci při příležitosti 100. výročí Tubinova narození.
Na základě tohoto úspěchu vyzval Arne Mikk Tubina k napsání nové opery, opět na téma historické povídky Aina Kallasové. Nová opera s názvem Farář z Reigi (Reigi õpetaja) byla dokončena roku 1971, ale problémy se sovětskou cenzurou způsobily značné odklady jejího uvedení, ke kterému došlo až roku 1979 v tartuském divadle Vanemuine.
Kritik Rob Barnett přirovnává Tubinův hudební styl v této opeře k Sergeji Prokofjevovi a nazývá Tubina „pobaltský Puccini“. Arthur Jacobs, kritik časopisu Opera, shledává v hudbě příbuznost s Dmitrijem Šostakovičem. Kritik Financial Times Georg Loomis k tomu přidává Jeana Sibelia a Arthura Honeggera.
Barbara von Tisenhusen je, měřeno počtem představení, dosud nejúspěšnější estonskou operou. Je také označována za nejlepší estonskou operu.

## Postavy

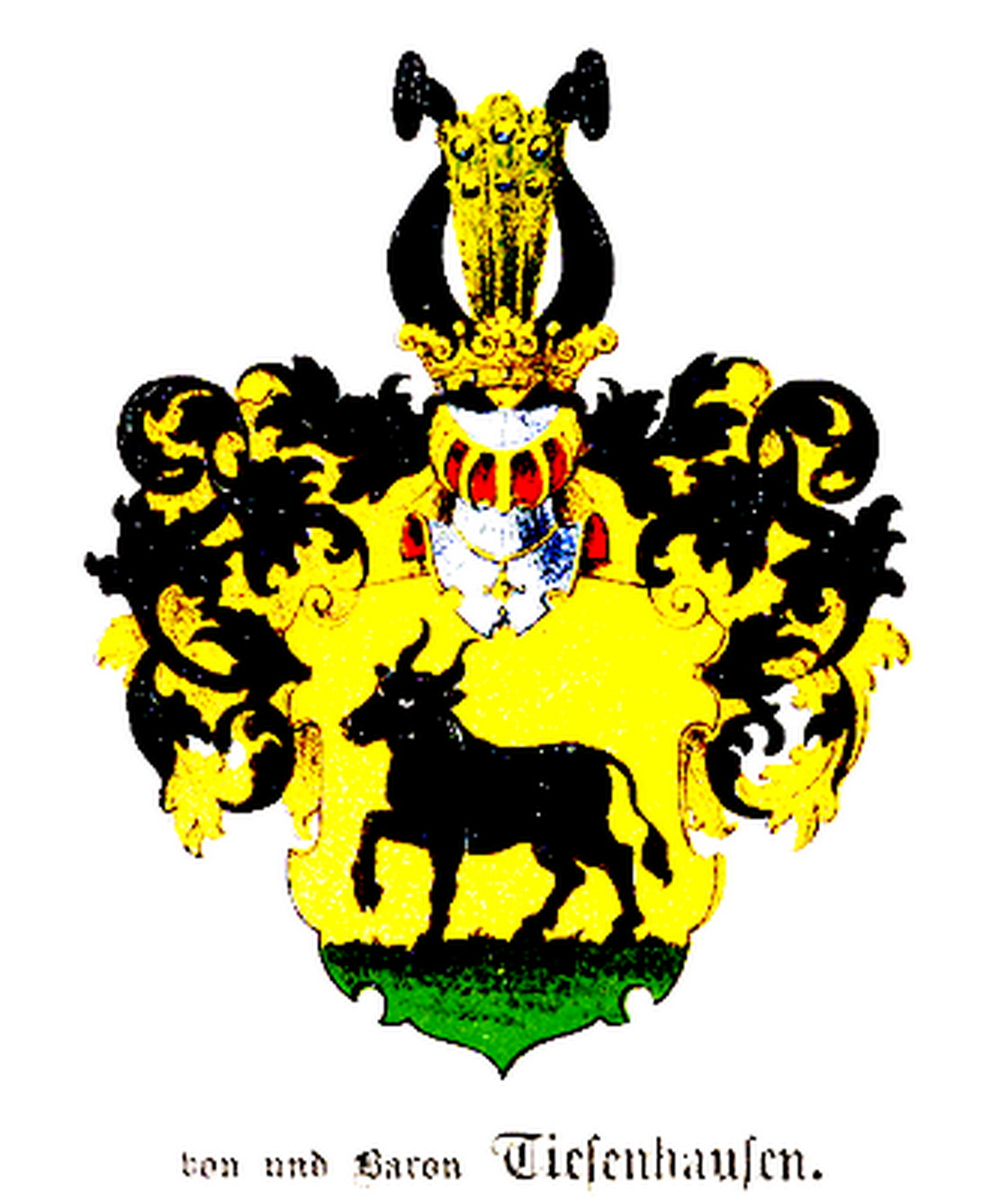
Erb rodu Tiesenhausenů

- Barbara von Tisenhusen (Tiesenhausen) – soprán
- Jürgen, její bratr, pán na Rannu (Randen) – baryton
- Reinhold, její bratr – tenor
- Bartholomeus, její bratr – bas
- Johann von Tödwen, pán na Rõngu (Ringen), její poručník – bas
- Anna von Tödwen, jeho žena, Barbařina teta – mezzosoprán
- Matthias Jeremias Friesner, farář v Rannu – baryton
- Franz Bonnius, písař na Rõngu – tenor
- Reinhold von Tisenhusen, pán na Kongutě – bas
- Šašek; starý kanovník; první šlechtic; první šlechtična; druhá šlechtična; mladý šlechtic; opilý šlechtic; herold; baba; jirchář; sluha; Triin; chlapec; dvě vesnické dívky; šlechtic s přesýpacími hodinami; písař; jeden z Tisenhusenů; dva rolníci

## Děj opery
Odehrává se v Livonsku (Tallinnu (Revalu), Rõngu, Rannu a okolí) roku 1551.

### 1. dějství
(1. obraz) Velký gildovní dál v Revalu, zimní večer. Slaví se svatba šlechtického páru, Egberta von Yxkylla a Alleth von Risebitter. Vznešení hosté tančí a nevázaně se baví. Šašek baví hosty a necudným žertem zažene nevěstu i ženicha; pak upozorní na jinou přítomnou dívku, Barbaru von Tisenhusen. A ta je skutečně středem pozornosti všech, zejména mladých šlechticů, a to nejen díky svým šatům, zlatým od hlavy až k patě, a těžkým šperkům.
Farář Friesner se v rozhovoru s Barbařinou tetou a pěstounkou Annou von Tödwen obává o dívčinu duši, je-li tak přivyklá přepychu, ale Anna bere vinu na sebe. Jak podotýká její manžel Johann, nemohli mít vlastní děti, a tím více hýčkají dceru zemřelého Annina bratra.
Mezitím mladíci obletují Barbaru, ale narazí na dívčiny přísné strážce – její bratry Jürgena, Reinholda a Bartholomea. Ti přísně střeží Barbařinu čest.
Herald ohlašuje začátek pochodňového tance. Všichni oslavující se vyhrnou na ulici. I zde se všechny oči otáčejí k Barbaře, ale méně příznivě a jirchář ji pro její úbor nazývá „nevěstkou babylónskou“. Za to, co stály její šaty, by se dalo postavit přístřeší pro tisíc lidí. Barbara je touto výčitkou do hloubi duše raněna. Jirchářův hlas se shoduje s hlasem jejího svědomí. Okamžitě se rozhoduje odejít a ani bratrům, ani tetě Anně se ji nepodaří zadržet.
(2. obraz) Kout v zahradě zámku Rõngu, léto. Dívky z vesnice pracují na zahradě a zpívají si k tomu (píseň Peretütan neitsikene). Služka přivádí Triin a jejího mladého bratra, jehož učí Barbara číst.
Přichází Barbara oděná prostě, skoro jako venkovanka. Zdraví dívky a zapisuje si lidovou píseň, kterou jí Triin předzpěvuje (Mina üksi, vaenelapsi). Poté dává chlapci lekci ze čtení a schválně mu dává číst pasáž nabádající vrchnost ke spravedlivému zacházení s poddanými pod Božím dohledem.
Johann von Tödwen s farářem Friesnerem se shodují v odsudku barbarských písní. Barbara se zastává prostého lidu, který by si zasloužil méně bití a více škol, ale její bratři to odbydou výsměchem. Přicházejí právě s řadou hostí a všichni se na uvítanou líbají. Barbara si však všimne, že jeden mladík se s nikým nelíbá: vysvětluje jí, že není urozený člověk, nýbrž najatý písař měšťanského původu z Brunšviku jménem Franz Bonnius. Rovněž hry v kostky, so níž se pustí šlechtická společnost, se nesmí účastnit. Barbara s ním tedy hraje v kostky sama a vyptává se ho, odkud pochází a jak se mu v Livonsku líbí. Friesner si již dříve všiml, jak na sebe oba mladí lidé zapůsobili, a odvolává Barbaru. Bonniovi padá v kostkách třikrát šestka, což si vykládá jako příznivé znamení.
(3. obraz) Les blíže zámku, letní noc. Manželé Tödwenovi vychvalují faráři na procházce svého nového písaře: nepije, neběhá za ženskými, je pilný a uctivý… Friesner se zdrží na místě o něco déle a stane se svědkem milostné schůzky Barbary s Bonniem; činí mu to starosti.

### 2. dějství

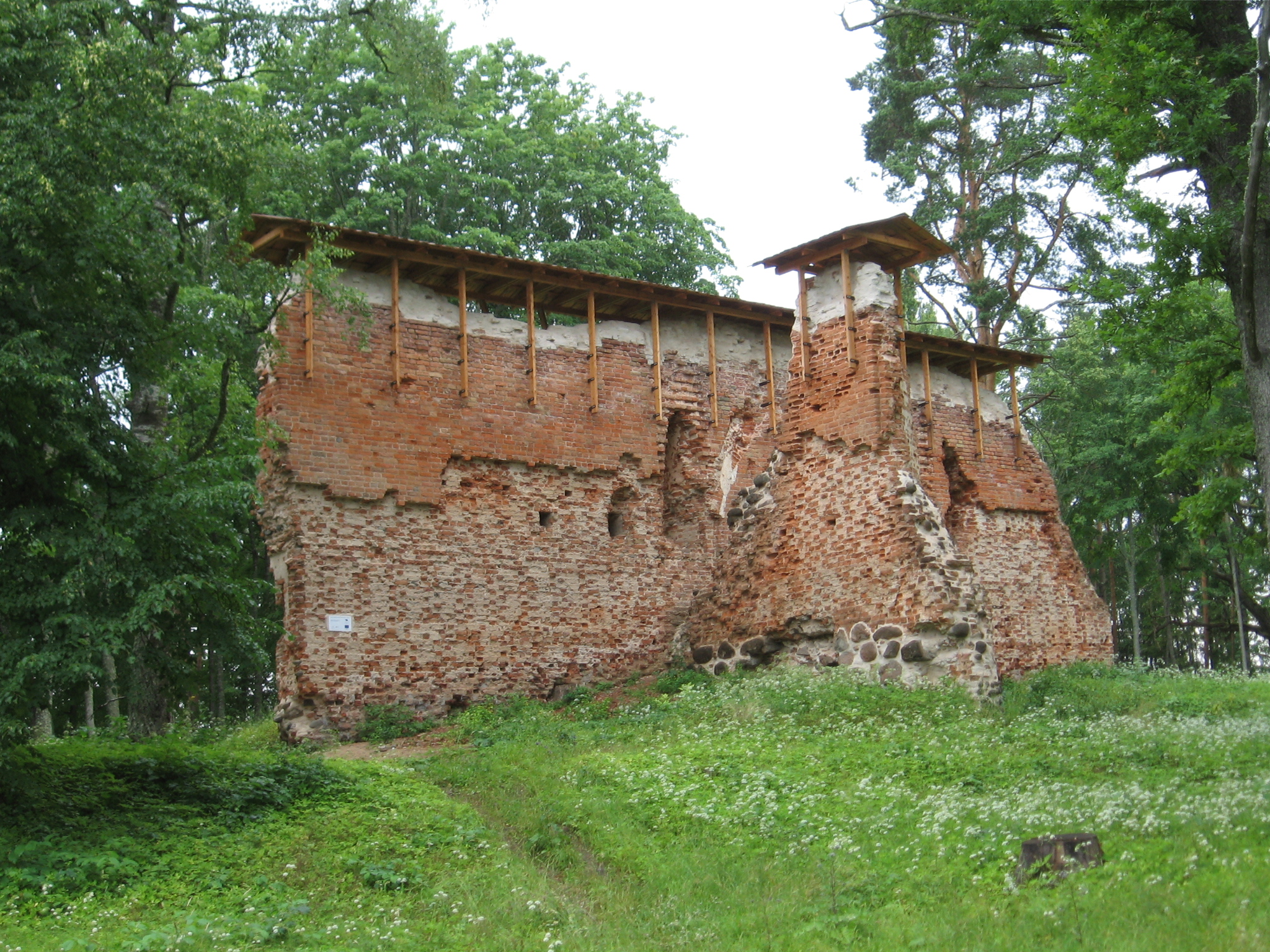
Zřícenina hradu Rõngu (Ringen), sídla rodu Tödwenů

(4. obraz) Balkón a přilehlý pokoj na zámku Rannu. Barbařini bratři a hosté sledují zábavu odehrávající se na nádvoří: smrtelný zápas loveckých psů s medvědem. Šlechtic s přesýpacími hodinami sází na to, že psi zvítězí do deseti minut. Lidé povzbuzují zápasící šelmy. Barbara už tento pohled nemůže vydržet a nahlas vyčítá ostatním, že mohou sledovat tak krutou podívanou. Utíká do vedlejší místnosti, zatímco její příbuzní pohoršeně komentují její chování.
Bonnius přispěchal Barbaru utěšit, objímá ji a zahání její myšlenky, které se točí kolem krve na sněhu. Když se vracejí Barbařini bratři, včas se vzdálí. Ale bratři na dívce vyzvídají a ta jim vzdorně prozradí, že miluje Bonnia a chce si ho vzít. Bratři jsou tímto nápadem pohoršeni a Jürgen doporučuje sestře, aby si prostudovala Bernauské (Pärnu) usnesení. Vbíhá šlechtic, který prohrál sázku, a zlostně rozbíjí své přesýpací hodiny o zem.
(5. obraz) Uvnitř kostela v Rannu. barbara se zdržuje i po konci mše. V modlitbě hovoří se svou zesnulou matkou. Když ji Friesner vyruší, vyptává se ho na Bernauské usnesení. Farář usnesení cituje: pokud by se urozená dívka provdala bez svolení rodiny za neurozeného muže, patří jim oběma trest smrti v hladomorně. Barbara protestuje proti tomuto zákonu, podlému a hloupému. Přiznává se faráři ke své lásce k písaři Bonniovi. Friesner ji vážně varuje; od svých příbuzných se nikdy nedočká souhlasu. Ale Barbara raději zemře hladem, než aby se vzdala Bonnia. Na její žádost jí Friesner žehná, Barbara odchází promluvit se svými bratry.
(6. obraz) Rytířský sál na zámku Rannu, temná noc. Sluha vyvolává poplach: Barbara a Bonnius uprchli. Rozzuření bratři dávají napsat dopis rychtářům podléhajícím Řádu, aby oba uprchlíky zatkli, a sami se je chystají hledat. Když však chce napsat do listu slova „naše bývalá sestra“, udeří ho: soudit Barbaru náleží rodině Tisenhusenů a nikomu jinému.
Plačící Anna se je snaží mírnit, ale marně. Bratři míní, že jejich čest byla hrubě pošpiněna a že jejich sestra se zachovala jako poběhlice. Svolávají biřice a vydávají se na tři různé strany.

### 3. dějství
Hudba a zpěv sboru za scénou ( Mind ei näri nälg ega uni) popisují hon na Barbaru a Bonnia.
(7. obraz) Zasněžená krajina, večer. Unavení Barbara a Bonnius nacházejí jeskyni, v nichž si chtějí odpočinout. Již uhnali tři koně. Bonnius odchází do vesnice sehnat dalšího – zítra v noci budou na litevské hranici. Uprchlíci se ujišťují o vzájemné lásce. Barbara je vyčerpána a ulehá k odpočinku, Bonnius jí dodává odvahy a naděje a běží pryč.
Barbara usne. Nedlouho poté vyslídí stopaři její úkryt a pronásledovatelé vstoupí do jeskyně. Bratr Reinhold jí položí meč na krk a Barbara procitne. Bez odporu se jim vzdává a odchází s nimi. Ještě duchapřítomně přesvědčí bratra, že se Bonnius nevrátí, když uvidí jejich stopy, a že je tedy zbytečné na něj čekat. Reinhold za uprchlým písařem posílá jen pár mužů a se zbytkem výpravy se vrací na Rannu.
(8. obraz) Rytířský sál na hradě Rannu s Tisenhusenovským erbem. Anna von Tödwen hořce pláče, její manžel se ji snaží uklidnit. Scházejí se členové rodu Tisenhusenů k čestnému soudu nad Barbarou. Jednání předsedá starý Tisenhusen z Konguty, je přítomen i Friesner jako Barbařin zpovědník. Jürgen pronáší obžalobu sestry z nezákonného vztahu s Bonniem. Barbara se bez rozpaků přiznává; prosila bratry o svolení k sňatku i za cenu vzdání se věna, ale ti odmítli, a proto chtěla utéci do cizí země. Bonnia považuje za svého manžela; neoddal je kněz, ale sám Bůh. Rozhořčení a urážky příbuzných se jí nedotýkají, nelituje svého činu a ví, jaký ji čeká trest. Dokonce tvrdí, že se Bonius přijde pomstít. Nehledá ani nečeká obhájce, nechtějí-li jimi býti její vlastní bratři.
Friesner žádá členy rodinného soudu o milosrdenství, ale je odbyt. Jürgen žádá, aby soud nechal potrestání Barbary na uvážení jejích bratrů. Všichni členové soudu až na Johanna von Tödwen povstáním vyjádří souhlas s tímto řešením.
(9. obraz) Zasněžená krajina, břeh jezera Võrtsjärv (Wirzsee). Barbařini bratři ji přivádějí k zamrzlému jezeru. Nařídí poddaným rolníkům vysekat do ledu díru. Friesner se snaží naposledy pohnout Jürgena k tomu, aby nevztahoval ruku na život vlastní sestry, ale bez úspěchu. Ani Barbaru se mu nepodaří přesvědčit k lítosti a pokoře: není si vědoma žádného hříchu a ničeho nelituje ani se nebojí.
Barbara přistupuje k vysekanému otvoru a poznamenává jen, že voda je chladná. Jürgen vyzývá rolníky, aby shodili Barbaru do vody, ale ti se i před výhrůžky vzepřou: bratři Tisenhusenové na ně byli vždy krutí, zato ona byla vždy dobrá k jejich ženám a dětem. Tisenhusenům nezbývá než vhodit Barbaru do ledové vody sami. Friesner na kolenou volá: Bože, proč jsi nás opustil?

## Instrumentace
Tři flétny, tři hoboje, dva klarinety, dva fagoty; čtyři lesní rohy, tři trubky, tři pozouny, tuba; tympány, bicí souprava; celesta; smyčcové nástroje (housle, violy, violoncella, kontrabasy).

## Nahrávka
- 1992 (Ondine, ODE-776 2D). Zpívají (Barbara) Helvi Raamat, (Jürgen) Väino Puura, (Reinhold) Ants Kollo, (Bartholomeus) Hans Miilberg, (Johann von Tödwen) Uno Kreen, (Anna von Tödwen) Mare Jôgeva, (Friesner) Tarmo Sild, (Bonnius) Ivo Kuusk, (Reinhold von Tisenhusen-Konguta) Mati Palm. Orchestr Estonské národní opery „Estonia“ řídí Peeter Lilje.[6]